# Dieter Claußen

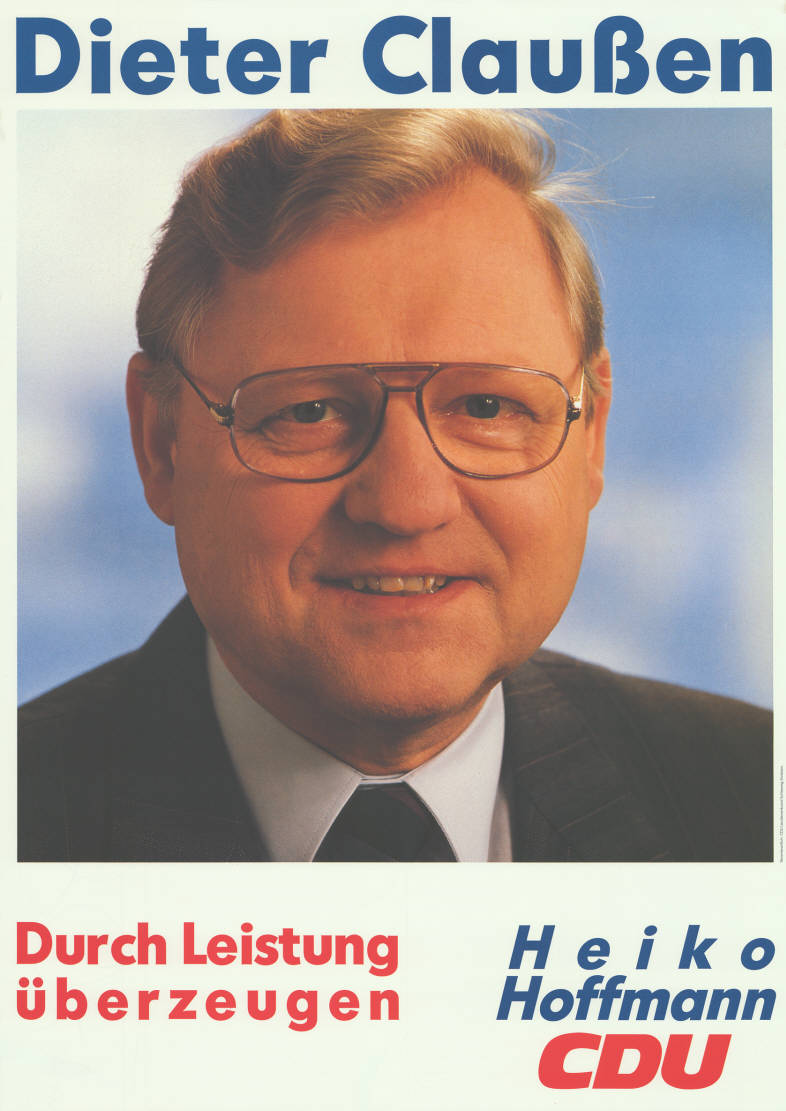
Kandidatenplakat zur Landtagswahl in Schleswig-Holstein 1988

Dieter Claußen (* 10. Juli 1936 in Lunden; † 25. November 2012) war ein deutscher Politiker (CDU). Er war von 1987 bis 1992 Mitglied des Landtags von Schleswig-Holstein.

## Leben
Nachdem Claußen die Schule mit dem Realschulabschluss beendet hatte, begann er eine Lehre als Gas-Wasser-Installateur. Er arbeitete zunächst als Heizungsbauer, bevor er sich als Gas-Wasser-Installateurmeister selbständig machte. In der Innung für Sanitär- und Heizungstechnik Dithmarschen-Nord war Claußen von 1974 an stellvertretender Obermeister und ab 1982 Obermeister. Im Jahr 1987 wurde er Landesinnungsmeister der SHK Schleswig-Holstein.
Claußen wurde 1972 Mitglied der CDU. Für die Partei war er von 1973 bis 1982 als Orts- und Bezirksvorsitzender in Lunden tätig. Von 1978 bis 1988 war er Kreisvorsitzender der MIT Dithmarschen.
Im Jahr 1974 wurde Claußen in Lunden zum Gemeindevertreter gewählt und wurde Mitglied im Amtsausschuss. Von 1974 bis 1986 war er Fraktionssprecher der CDU. 1986 wurde Claußen erster stellvertretender Bürgermeister der Gemeinde.
1987 wechselte er in die Landespolitik, nachdem er bei der schleswig-holsteinischen Landtagswahl im Wahlkreis 10 (Dithmarschen-Nord) als Direktkandidat der CDU in den Kieler Landtag gewählt wurde. Bei der vorgezogenen Wahl im folgenden Jahr gelang ihm der erneute Einzug in den Landtag über die Wahlliste der CDU. Claußen war Landtagsabgeordneter vom 2. Oktober 1987 bis zum 5. Mai 1992. Er nahm am 23. Mai 1989 an der neunten Bundesversammlung teil, bei der Richard von Weizsäcker als Bundespräsident wiedergewählt wurde.
Dieter Claußen war evangelisch, verheiratet und Vater von fünf Kindern. Er starb am 25. November 2012 im Alter von 76 Jahren.